# Werner Deetjen

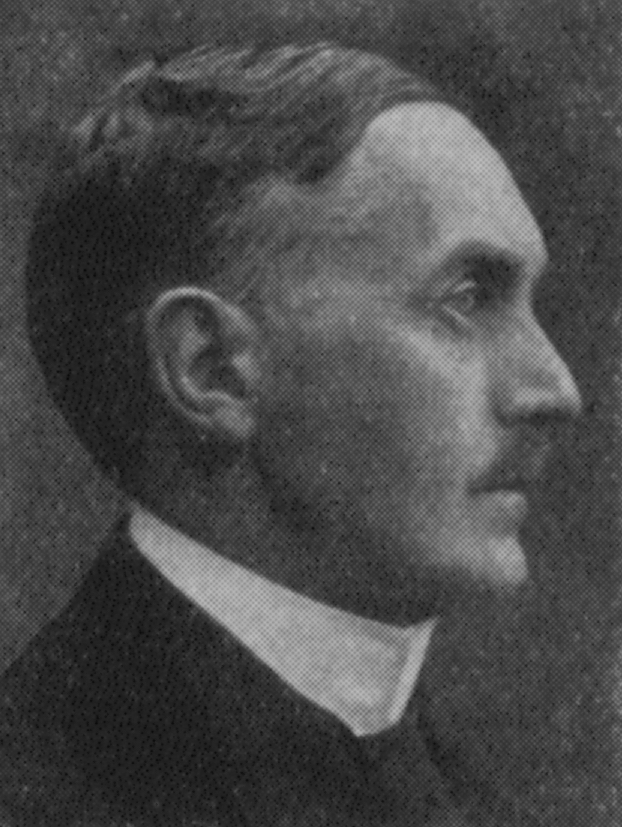
Werner Deetjen

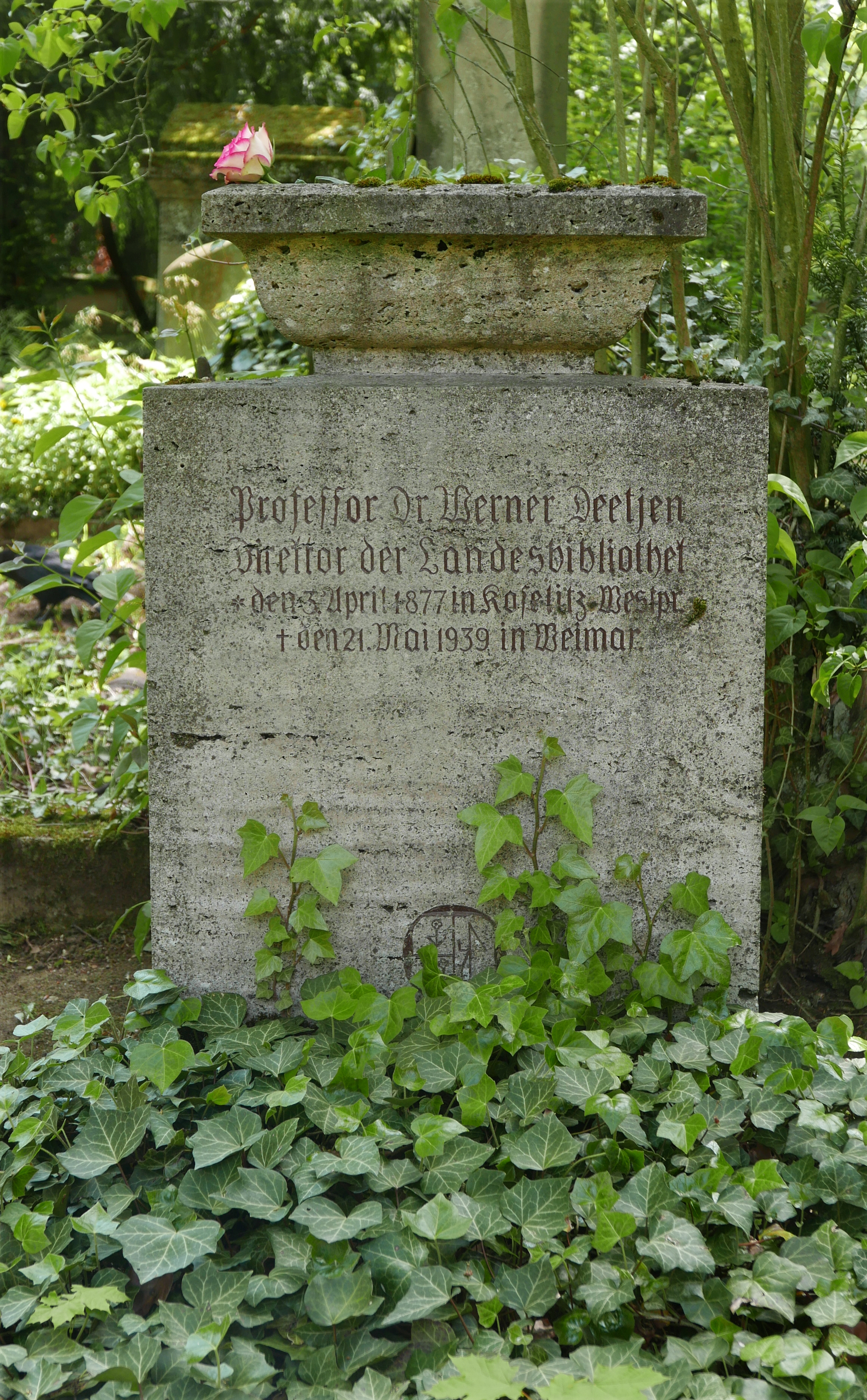
Grab von Werner Deetjen

Paul Otto Werner Deetjen (* 3. April 1877 auf Gut Koselitz, Landkreis Schwetz (Weichsel), Westpreußen; † 21. Mai 1939 in Weimar) war ein deutscher Germanist und Bibliothekar.

## Leben
Nach seiner Promotion zum Dr. phil. im Jahr 1901 in Leipzig war Deetjen dort als Privatgelehrter tätig, bevor er 1905 Privatdozent für deutsche Literaturgeschichte an der Technischen Hochschule Hannover wurde. 1909 wurde er zum Professor ernannt.
Im Jahr 1916 wurde er Direktor der Großherzoglichen Bibliothek (heute Herzogin Anna Amalia Bibliothek) in Weimar, 1917 wurde er Mitglied im Geschäftsführenden Ausschuss der Goethe-Gesellschaft und von 1917 bis 1920 war er nebenamtlich Generalsekretär der Deutschen Schiller-Stiftung. Im Jahr 1920 wurde er Mitglied der Akademie gemeinnütziger Wissenschaften in Erfurt. Von 1921 bis zu seinem Tod war er Präsident der Deutschen Shakespeare-Gesellschaft.
1928 wurde Deetjen Zweiter Vorsitzender der Deutschen Schiller-Stiftung und 1931 Vorstandsmitglied der Goethe-Gesellschaft. Deetjen gehörte dem  völkisch gesinnten, antisemitischen Kampfbund für deutsche Kultur an. In den Jahren 1935 bis 1939 war Deetjen Vorstandsmitglied der Deutschen Dante-Gesellschaft und von 1937 bis 1938 Vorsitzender des Geschäftsführenden Ausschusses der Goethe-Gesellschaft.
Deetjens Grabstätte befindet sich gleich hinter der Weimarer Fürstengruft auf dem Ehrengräberfeld des Historischen Friedhofs in Weimar.

## Publikationen (Auswahl)
- Auf Höhen Ettersburgs. J. J. Weber, Leipzig 1924 – Neuausgabe 1936 als Weberschiffchen-Bücherei 18 (Kuratorium Schloss Ettersburg, fotomechanischer Nachdruck der Ausgabe 1924, Weimar 1993).
- Schloss Belvedere. J. J. Weber, Leipzig 1926 – Neuausgabe 1936 als Weberschiffchen-Bücherei 17.
- Das Haus am Frauenplan seit Goethes Tod. Weimar 1935.
- Die Entstehung des Goethe-Schiller-Denkmals in Weimar. Weimar 1935
- Goethe und das Weimarer Bibliotheksgebäude. Weimar 1932.
- Die Landesbibliothek in Weimar (Vortrag). In: Zeitschrift für Bücherfreunde, Jg. 13, Heft 1–1921.